# Téocalli
 (décembre 2016).
Si vous disposez d'ouvrages ou d'articles de référence ou si vous connaissez des sites web de qualité traitant du thème abordé ici, merci de compléter l'article en donnant les références utiles à sa vérifiabilité et en les liant à la section « Notes et références ».

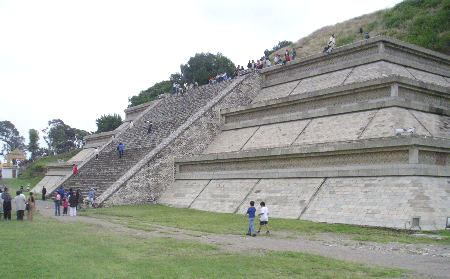
Le téocali de Cholula.

Un téocalli ou téocali (en nahuatl : « maison de Dieu ») est une pyramide à degrés de Mésoamérique surmontée par un temple. Le téocalli était dans le Mexique précolombien un lieu sacré, où étaient organisés certains des rituels religieux les plus importants, comme les sacrifices humains.
Une des poésies les plus connues du cubain José-Maria Heredia est intitulée En el teocalli de Cholula (« Dans le téocalli de Cholula » en espagnol).